# Airtable
Airtable是一家总部位于美國旧金山的云协作服务平台。它由Howie Liu、Andrew Ofstad和Emmett Nicholas于2012年创辦。
Airtable是一个电子表格-数据库混合体，它具有数据库的功能，但實際上是电子表格。Airtable的表格中的字段类似于电子表格中的单元格，但它還有复选框、电话号码和下拉列表等类型，并且可以引用图片等文件附件。用户可以创建数据库、设置列类型、添加记录、將表与表之间相互链接、相互协作以及排序记录。
- 2015年6月29日，A轮融资，Airtable获得CRV LLC领投，Founder Collective、DCVC、Tuesday Capital、Freestyle Capital等跟投的760万美元投资。
- 2018年3月15日，B轮融资，Airtable获得Caffeinated Capital和CRV LLC领投，Slow Ventures和Freestyle Capital跟投的5200万美元投资。
- 2018年11月15日，C轮融资，Airtable获得 Benchmark, Coatue, CRV LLC 和 Thrive Capital 领投，Coatue、Caffeinated Capital等跟投的1亿美元投资。估值达到了11亿美元，晋身独角兽。
- 2020年9月14日，D轮融资，Airtable获得 Thrive Capital 领投，Benchmark、CRV LLC 、Coatue、Caffeinated Capital等跟投的1.85亿美金投资。
- 2021年3月15日，E轮融资，Airtable获得 Greenoaks Capital 领投，CRV LLC、Caffeinated Capital、Thrive Capital和WndrCo跟投的2.7亿美金投资[3]。